# Celso Emilio Ferreiro

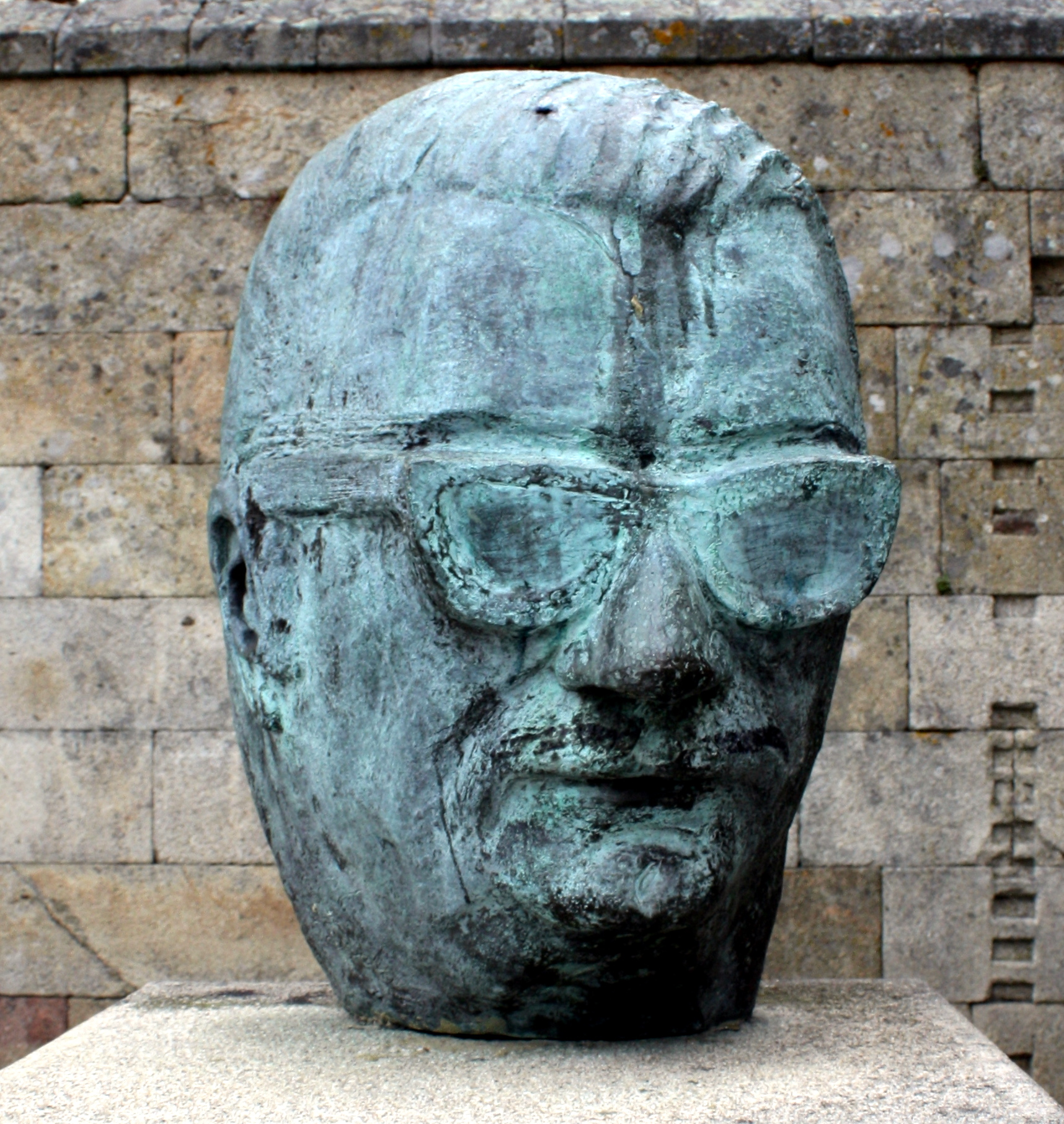
Celso Emilio Ferreiro

Celso Emilio Ferreiro Míguez (* 6. Januar 1912 in Celanova; † 31. August 1979 in Vigo) war ein spanischer Schriftsteller und Journalist, der in galicischer Sprache schrieb.

## Leben
Ferreiro besuchte eine Schuler der Padres Escolapios. Er schloss sich frühzeitig der galicischen nationalistischen Bewegung an und gründete 1932 mit Xosé Velo Mosquera die Mocedades Galeguistas de Celanova. 1934 nahm er an der Gründung der Federación de Mocedades Galeguistas teil. Im Folgejahr debütierte er als Schriftsteller mit dem Lyrikband Cartafol de poesía. Während des Spanischen Bürgerkrieges wurde er zu den frankistischen Truppen eingezogen.
Nach dem Bürgerkrieg studierte er Jura in Santiago de Compostela. Er schrieb für verschiedene Zeitungen und Zeitschriften. 1940 ließ er sich in Pontevedra nieder und heiratete dort Luisa Moraima Loredo, mit der er vier Kinder hatte. Ab 1950 lebte er als Rechtsanwalt in Vigo. Er veröffentlichte in dieser Zeit in den von Camilo José Cela geleiteten Papeles de Sor Armadans und Alvaro Cunqueiros Faro de Vigo.
Mit dem Gedichtband Longa noite de pedra (1962) etablierte sich Ferreiro als Erbe des Lyrikers Manuel Curros Enríquez. 1963 gründete er mit Xosé Luis Méndez-Ferrín und anderen galicischen Intellektuellen die Unión do Povo Galego. 1966 emigrierte er nach Venezuela und leitete dort das Kulturzentrum der Hermandad Galega, die Zeitschrift Irmandade und die Escola Castelao und betreute ein Radioprogramm. Ab 1973 lebte Ferreiro in Madrid und leitete dort die Aula de Literatura Galega am Ateneo de Madrid.

## Werke
- Cartafol de poesía (1935)
- O sono sulagado (1954)
- Longa noite de pedra (1962)
- Viaxe ao país dos ananos (1968)
- Cantigas de escarnio e maldicir (1968)
- Terra de ningures (1969)
- Paco Pixiñas (1970)
- Cemiterio privado (1972)
- A fronteira infinida (Prosa, 1972)
- Antipoemas (1973)
- Onde o mundo se chama Celanova (1975)
- A taberna do galo (Prosa, 1978)
- Homenaxes (posthum 1979)